# Polini

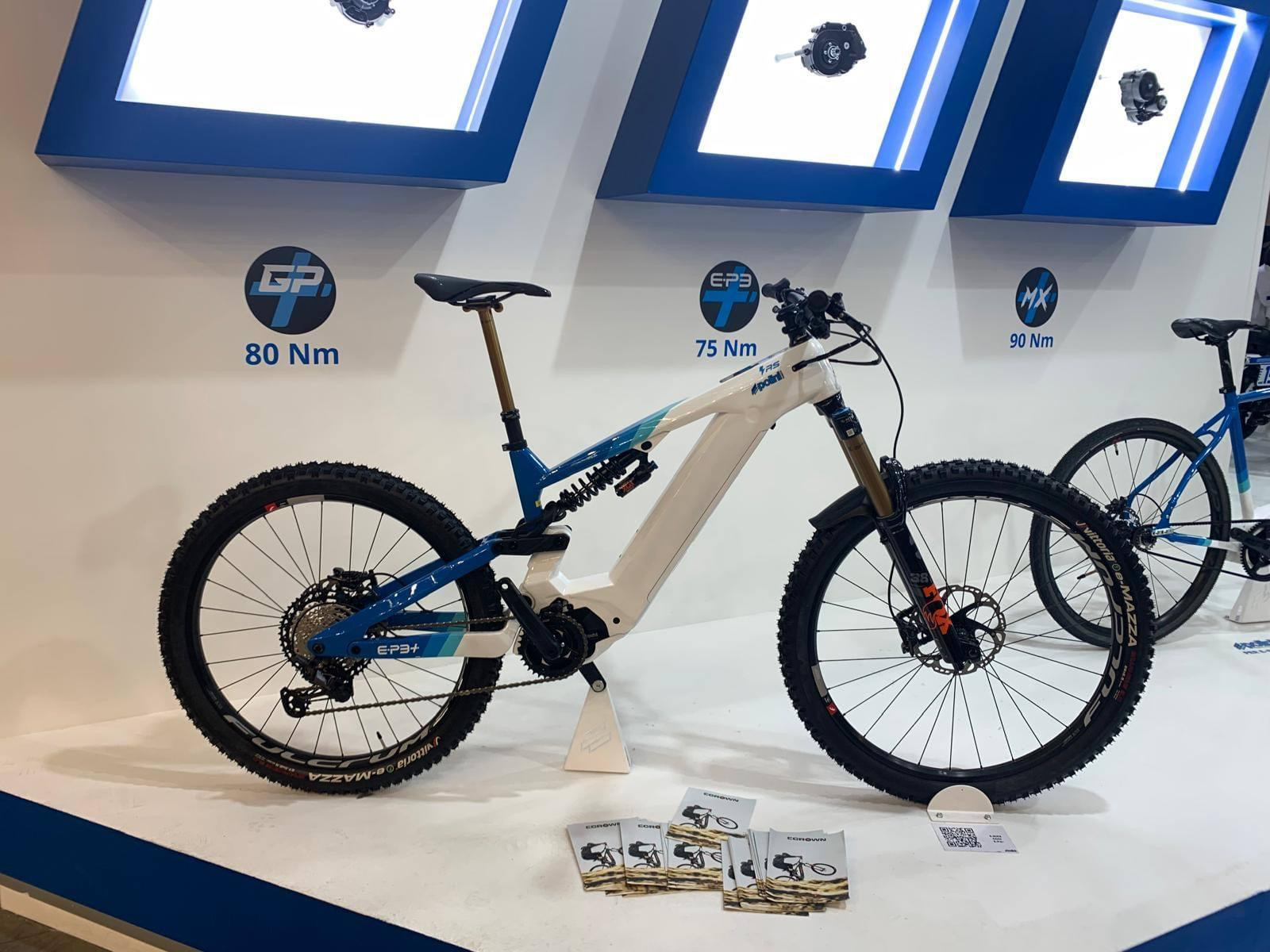
Un vélo contenant une fourche de Polini à l'EICMA 2024.

Polini est une entreprise (Polini motori) et une marque de pièces de motocyclette et scooter. Fabriquant à l'origine des bicyclettes puis des cyclomoteurs, elle a été fondée par Battista Polini dans les années 1940. À son retour du front, il entreprend la construction de bicyclettes pour les travailleurs, elles furent fabriquées de manière à pouvoir rouler sur tous types de routes.
Cette marque propose plusieurs types de pièces des cylindres-piston aux vilebrequins et variateurs pour les moteurs 50 cm3 aux moteurs 70,80 et 94 cm3
L'entreprise fabrique aussi maintenant des moteurs pour vélo électrique.